# Pedinorrhina mhondana
Pedinorrhina mhondana är en skalbaggsart som beskrevs av Charles Oberthür 1880. Pedinorrhina mhondana ingår i släktet Pedinorrhina och familjen Cetoniidae. Utöver nominatformen finns också underarten P. m. molleti.